# Formel-E-Rennstrecke Moskau
Die Formel-E-Rennstrecke Moskau war ein temporärer Stadtkurs in Moskau (Russland) für Rennen der Formel E mit einer Länge von 2,39 km. Am 6. Juni 2015 fand im Rahmen der FIA-Formel-E-Meisterschaft 2014/15 einmalig ein Rennen auf dieser Strecke statt. Ein für 2016 geplantes zweites Rennen wurde im Vorfeld abgesagt. 

## Streckenbeschreibung
Die Strecke bestand aus 13 Kurven und führte gegen den Uhrzeigersinn östlich des Roten Platzes über öffentliche Straßen rund um eine durch den 2006 erfolgten Abriss des Hotels Rossija entstandene Freifläche. Start und Ziel befanden sich auf der linken Uferstraße der Moskwa (Moskworezkaja nabereschnaja). Weiter ging es durch die Straße Kitaigorodski projesd, rund um den südlichen Teil des Staraja-Platzes („Alter Platz“) am Rand des Stadtteils Kitai-Gorod, durch die Warwarka-Straße und über die nördliche Auffahrt zur Großen Moskwa-Brücke.